# زاله-ارلا
زاله-ارلا (به آلمانی: Saale-Orla-Kreis) یک ناحیه در آلمان است که در تورینگن واقع شده‌است.

## خصوصیات
زاله-ارلا  ۹۶٬۶۰۷ نفر جمعیت دارد.